# Shameless (Reino Unido)
Shameless é uma série de televisão de comédia/drama britânica ambientada em Manchester e criada por Paul Abbott. Os primeiros sete episódios foram emitidos semanalmente às 22 horas a partir de 13 de Janeiro de 2004, no Channel 4. 
Muito da série é baseado na experiência do criador e produtor executivo, Paul Abbott, de ter crescido numa situação semelhante à da família Gallagher, o núcleo dramático da série.
A série é transmitida fora do Reino Unido nos canais SBS (Austrália), BBC America (Estados Unidos da América), Nederland 3 (Países Baixos), I.Sat (Brasil) e SIC Radical (Portugal).
Shameless é uma série de televisão britânica indicado ao prémio BAFTA do canal de televisão E4 que se passa no conselho imaginário de Chatsworth, Manchester, Inglaterra.
A comédia dramática é centralizada na cultura britânica da população muito desfavorecida e da classe trabalhadora, foi aclamada pela crítica por várias seções dos meios britânicos, incluindo o jornal de The Sun e a Newsnight da BBC Two. Shameless é um dos programas recentes mais bem sucedidos da TV Inglesa, uma comédia com ótimos roteiros e elenco para tirar o máximo partido de uma história alimentada por sexo, drogas e álcool.
O programa foi criado e, pelo menos inicialmente, escrito principalmente por Paul Abbott, que é igualmente o produtor executivo. Grande parte da série é baseada em experiências próprias de Abbott que cresceu em Burnley em uma situação semelhante à das crianças Gallagher
A primeira temporada da série foi co-escrita por Danny Brocklehurst e Morgan Carmelo. Nas temporadas subsequentes, Abbott e Brocklehurst compartilharam das funções da escrita principal.

## Enredo
Os créditos de abertura sempre caracterizam-se por um monólogo da personagem central da série, Frank Gallagher. A série narra a vida da família disfuncional Gallagher, compreendendo Frank e seus seis filhos, ampliando-se para os outros ocupantes do imóvel conforme a série progride. Personagens centrais da família Gallagher incluem a filha mais velha Fiona, o filho mais velho, Lip (Phillip) (1,1 - 5,1), além das crianças menores Ian (1,1 - 6,2, 6,5-), Carl, Debbie e Liam que crescem conforme a série continua.
Outros personagens destacados na série anteriormente incluem o namorado de Fiona, Steve, um meio-ladrão de carros de classe (série 1.1 - 2.10); Kev e Veronica (série 1.1 - 4,1), os vizinhos dos Gallaghers '; Kash, o dono da loja local, e sua esposa Yvonne; Sheila agorafóbica (série 1.1 - 4,3) e sua filha Karen; a namorada de Lip, Mandy Maguire; os policiais Tony e Stan, juntamente com vários personagens regulares. O elenco foi expandido para a 2ª temporada, com Carol e Marty, a mãe de Verônica e seu irmão, tornando-se personagens regulares após papéis de convidados na 1ª temporada. Na 3ª temporada, a família de Mandy, liderada por seus pais traficantes de drogas Mimi Maguire e Paddy Maguire, tornando-se personagens-chave. Na 4ª temporada encontramos mais três dos filhos dos Maguire ': Shane Maguire, que está determinado a mostrar aos seus pais e os bens que ele é um homem duro e um bom trabalhador, e Mickey Maguire, que é gay e igualmente determinado a provar si mesmo. Também Jamie Maguire, que esteve na prisão durante 10 anos por homicídio. No episódio 16 da 6ª temporada, ele matou um de seus principais personagens Mandy Maguire. A morte foi o clímax de uma história que parecia mostrar as repercussões da dependência de heroína voltar para assombrá-lo seus pais tráficantes de drogas.
A família Gallagher residir no 2 Windsor Gardens na fictícia Chatsworth Estate, uma propriedade do conselho de Stretford, na Grande Manchester. Originalmente, a série foi filmada no local de uma propriedade do município, em West Gorton e no Pie Factory Studios, em Salford. Da 5ª temporada em diante, o show foi filmado em um set construído propositadamente sobre a Propriedade Industrial Roundthorn no sul de Manchester no local de um antigo armazém da Kodak, ao redor de Wythenshawe e Sale, Manchester.

## Episódios
A 1ª temporada de Shameless incluem sete episódios, que foram ao ar entre 13 de janeiro e 24 de fevereiro de 2004. Tal era a popularidade da 1ª temporada que a 3ª foi encomendado ao mesmo tempo que e 2ª. Um especial de Natal foi ao ar 23 de dezembro de 2004. A 2ª temporada começou em 4 de janeiro de 2005, e terminou em 8 de março, depois de dez episódios. Um Especial de Ano Novo foi exibido em 3 de janeiro de 2006. A 3ª temporada começou na semana seguinte, em 10 de janeiro e terminou em 21 de fevereiro, após 7 episódios. Com efeito, a partir do segundo episódio, cada episódio foi estreado no canal parceiro do Channel 4 ,o E4, a cada terça-feira à noite após o episódio no Channel 4. Shameless retornou para uma 4ª temporada em 9 de janeiro de 2007 e foi ao ar até 27 de fevereiro, com um total de oito episódios. A quinta série começou em 1 de janeiro de 2008, e correu para dezesseis episódios, exibido até 15 de abril de 2008.
Em março de 2008 Rebecca Ryan, que interpreta Debbie Gallagher na série, anunciou as filmagens de uma 6ª temporada que iria começar em abril. Shameless voltou para a 6ª temporada a 27 de Janeiro de 2009, e correu para dezesseis episódios,  de 12 de maio de 2009. A partir do 3 de janeiro de 2009 um trailer foi disponibilizado para assistir na página oficial do MySpace para a série Shameless 6. A sétima temporada teve 16 episódios que foram exibidos em Janeiro de 2010.
A 8ª temporada foi confirmada. Será composto por 22 episódios.

## Elenco
O papel de Frank foi feita originalmente para Sean Gallagher, mas então se pensava que ele era muito jovem para interpretar a personagem. Custou aos  fabricantes da Company Pictures £ 100.000 para re-filmar as cenas já filmadas com David Threlfall como uma substituição. Em 2007, foi revelado que Matt Lucas e Bill Nighy pediram para participar da série, mas o criador, Paul Abbott disse que a série iria perder seus encantos realista, se interposto com celebridades para atuarem.

## Recepção da crítica
Em sua 1ª temporada, Shameless teve recepção geralmente favorável por parte da crítica especializada. Com base de 26 avaliações profissionais, alcançou uma pontuação de 66% no Metacritic. Por votos dos usuários do site, atinge uma nota de 8.6, usada para avaliar a recepção do público.